# Roemeense Ecologische Partij
Roemeense Ecologische Partij (Roemeens:Partidul Ecologist Român - PER) is Roemeense politieke partij. De partij werd als groep opgericht door Petre I Metanie uit Bacau in 1978. Op 16 januari 1990 werd de partij officieel geregistreerd door Adrian Manolache. Hij werd op 20 april van datzelfde jaar opgevolgd door Otto Weber.
Bij de verkiezingen van 1990 wist men 1.69% van de stemmen voor het parlement te behalen en 1.38%, 8 zetels, voor de senaat.
In 1991 sloot de PER zich aan bij de Roemeense Democratische Conventie (CDR) bestaande uit de PNȚ-CD, PNL, PSDR, PAC, UDMR en de stichting Anti-totalitair Democratisch Forum van Roemenië (FDAR). Tegelijkertijd werkte men samen met de Ecologische Beweging van Roemenië. Bij de verkiezingen van 1992 wist de PER binnen de CDR alliantie vier zetels in het parlement te bemachtigen. Bij de verkiezingen van 1996 wist de PER binnen de alliantie vijf zetels te bemachtigen.
In augustus 2000 viel de CDR uit elkaar en smeed the PER een alliantie met de Alternatieve Groene Partij - Ecologisch (Partidul Alternativa Verde — Ecologiștii (PAVE)) en de Ecologische Conventie van Roemenië Partij (PCER), onder de noemer Roemeense Ecologische Poel. De destijds grotere Ecologische Federatie van Roemenië werd niet betrokken bij de Poel omdat, volgens Otto Weber, de PER niet samenwerkt met een partij met voormalige geheime dienst informanten (zie securitate).
Bij de verkiezingen van 2000 wist de Poel geen zetels te behalen voor beide kamers. Er volgde twee congressen om de partij te herorganiseren waarbij men op 1 maart 2003 beide partijen helemaal binnen haar gelederen opnam en Cornel Protopopescu werd verkozen tot partijleider.
Bij de verkiezingen van 2004 wist men eveneens geen zetel te behalen in het parlement.
Op het partijcongres van 5 juni 2005 werd er een nieuw partijprogramma geschreven en werd Petru Lificiu gekozen tot partijleider. Hij moest in 2007 aftreden nadat het hem niet gelukt was de partij in het Europees Parlement te loodsen. Op 23 februari 2008 werd Dănuţ Onuţ Pop verkozen tot partijleider. Bij de verkiezingen van 2008 werkte men samen met de Groene Ecologische Partij maar dit leverde geen zetels op.
Voor de presidentsverkiezingen van 2009 nomineerde men Ovidiu Cristian Iane, lid sinds 2008. Hij kreeg weinig stemmen, werd in 2010 vicevoorzitter maar stapte in 2011 uit de partij en sloot zich aan bij de Groene Partij. De PER ging in datzelfde jaar een alliantie aan met deze Groene Partij voor de 2012 verkiezingen.
Bij de lokale verkiezingen van 2012 behaalde de PER goede resultaten in o.a. Bacau waar ze de derde partij werden.
Bij de Europese verkiezingen van 2014 wist de PER geen zetels te behalen.
William Brînză, voormalig PDL gedeputeerde, was door de PER voorgedragen als presidentskandidaat voor de presidentsverkiezingen van 2014. Mircea Cosea, sinds 2011 lid, was zijn premierskandidaat.

## Politieke uitgangspunten
De partij staat voor Christendemocratische Liberale waarde met zorg voor de natuur. De partij is Europeesgezind. De partij is tegenstander van het Roșia Montană project.
Voorzitters:
- 1990 Adrian Manolache
- 1990 > 2003 Otto Weber
- 2003 > 2005 Cornel Protopopescu
- 2005 > 2008 Petru Lificiu
- 2008 > Dănuţ Onuţ Pop

Alliantie van Liberalen en Democraten · Alliantie voor de Unie van Roemenen · Democratisch-Liberale Partij · Democratische Unie van Hongaren in Roemenië · Groot-Roemeniëpartij · Humanistischekrachtpartij · Nationale Democratische Partij · Nationaal-Liberale Partij · Nationale Christen-Democratische Boerenpartij · Nationale Unie voor de vooruitgang van Roemenië · Nieuwegeneratiepartij · Nieuwe Republiek · Noua Dreaptă · M10 · Partij Verenigd Roemenië · Red Roemenië-Unie · Roemeense Sociale Partij · Sociaaldemocratische Partij · Partijen van etnische minderheden · Volksbewegingspartij